# شریر، شریر
شریر، شریر (به انگلیسی: Wicked, Wicked) فیلمی محصول سال ۱۹۷۳ و به کارگردانی ریچارد ال. بیر است. در این فیلم بازیگرانی همچون دیوید بیلی، تیفانی بولینگ، راندولف رابرتس، اسکات بردی، اد برنز، مدلن شروود، آرتور اوکانل و ایندیرا دانکس ایفای نقش کرده‌اند.